# Ocnogyna corsicum
Ocnogyna corsicum là một loài bướm đêm thuộc phân họ Arctiinae, họ Erebidae.

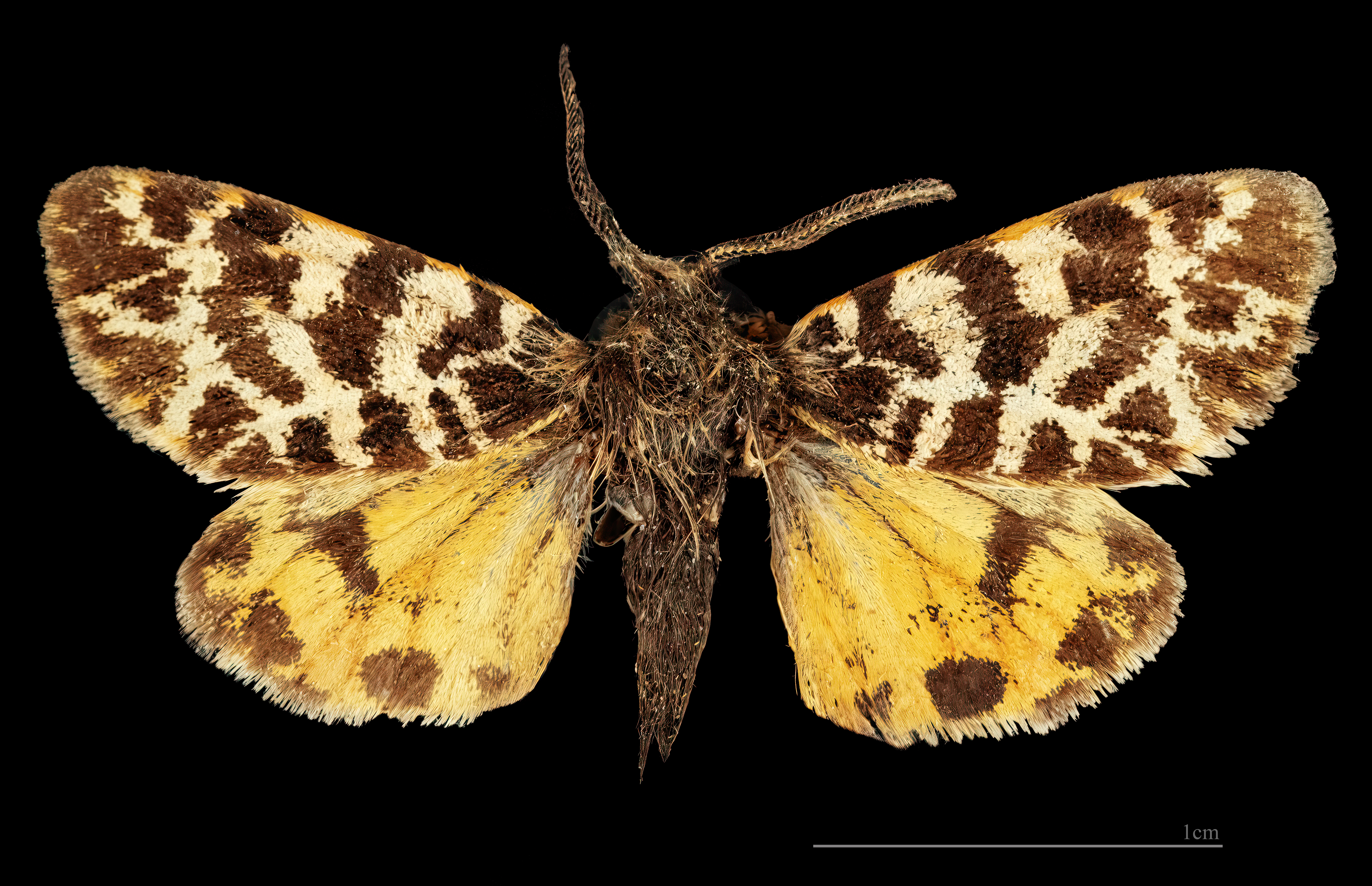
♂
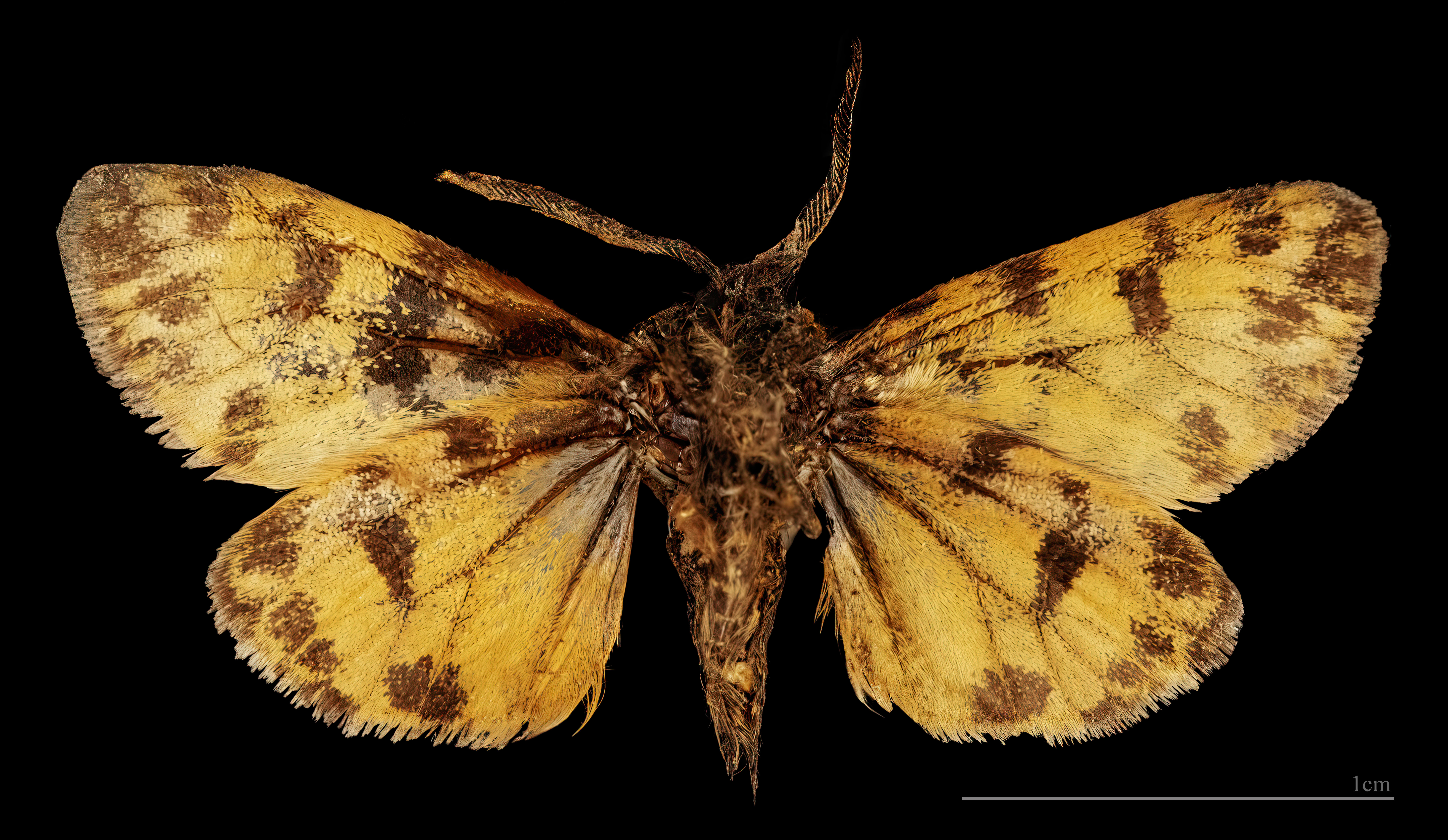
♂ △